# Felix Bastians
Felix Bastians (ur. 9 maja 1988 w Bochum) – niemiecki piłkarz występujący na pozycji obrońcy w belgijskim klubie Waasland-Beveren.

## Kariera klubowa
Bastians jako junior grał w klubach SG Wattenscheid 09, VfL Bochum oraz Borussia Dortmund. W 2005 roku trafił do angielskiego Nottingham Forest z League One. W tych rozgrywkach zadebiutował 29 października 2005 roku w wygranym 1:0 pojedynku z Bradford City. W sezonie 2005/2006 rozegrał tam 11 ligowych spotkań. W sezonie 2006/2007 przebywał na wypożyczeniach w zespołach Northwich Victoria (Conference), Halifax Town (Conference) oraz Gillingham (League One). Zagrał także w 2 meczach Nottingham. W sezonie 2007/2008 grał na wypożyczeniach w ekipach Chesterfield (League Two), Notts County (League Two) oraz MK Dons (League Two). Graczem Nottingham był przez 3 lata.
W 2008 roku Bastians odszedł do szwajcarskiego BSC Young Boys. W Axpo Super League pierwszy mecz zaliczył 27 lipca 2008 roku przeciwko FC Vaduz (0:0). 10 sierpnia 2008 roku w wygranym 2:1 spotkaniu z Neuchâtel Xamax strzelił pierwszego gola w Axpo Super League. W 2009 roku wywalczył z zespołem wicemistrzostwo Szwajcarii. Dotarł z nim także do finału Pucharu Szwajcarii, jednak ekipa Young Boys uległa tam 2:3 zespołowi FC Sion.
W 2009 roku Bastians trafił do niemieckiego klubu SC Freiburg z Bundesligi. Zadebiutował w niej 9 sierpnia 2009 roku w zremisowanym 1:1 meczu z Hamburgerem SV. 31 stycznia 2010 roku w przegranym 1:3 pojedynku z Bayerem 04 Leverkusen zdobył pierwszą bramkę w Bundeslidze.

## Kariera reprezentacyjna
Bastians jest byłym reprezentantem Niemiec U-18 oraz U-19. W 2009 roku zadebiutował w reprezentacji Niemiec U-21.